# Chuối đỏ

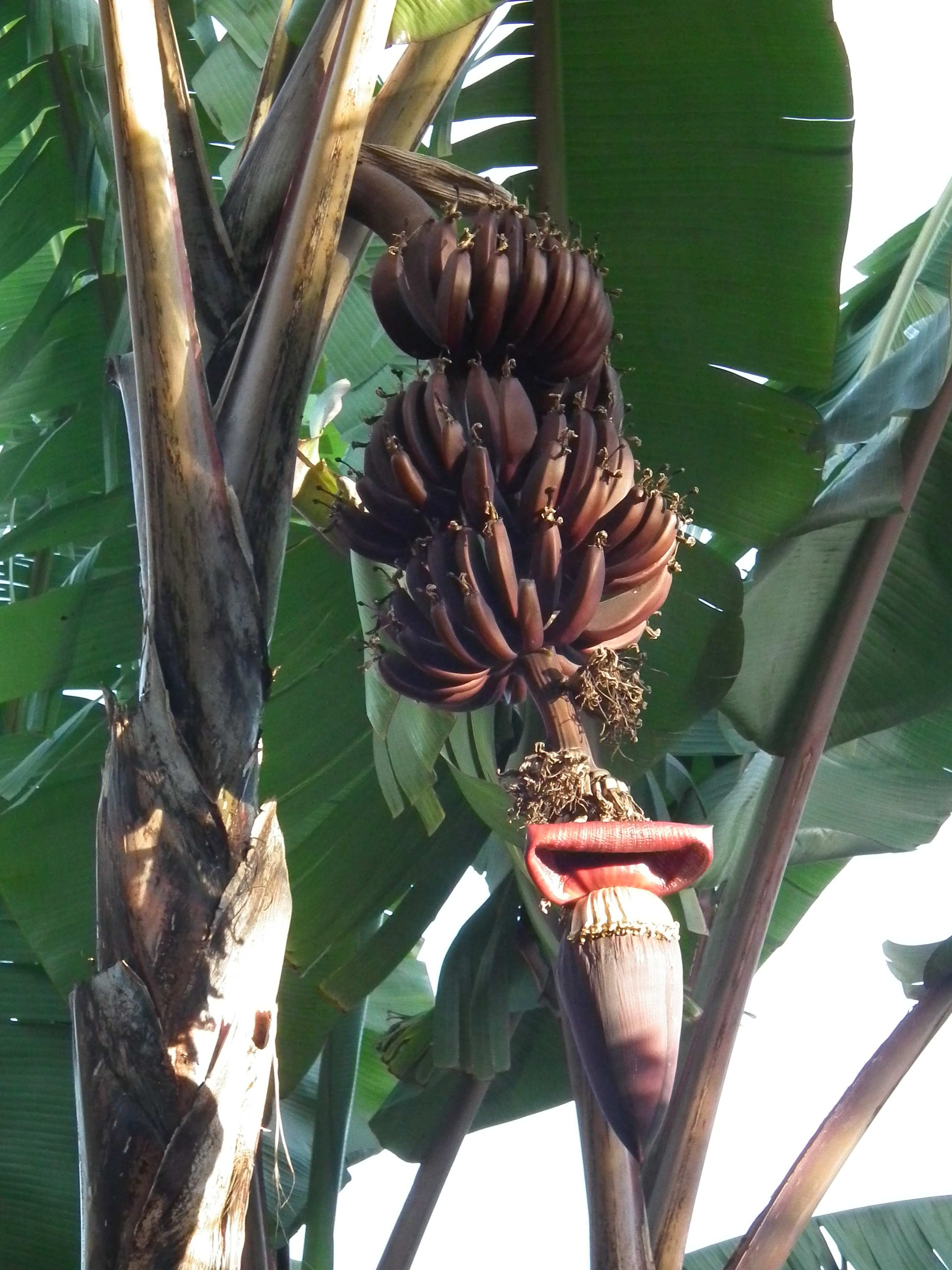
Buồng chuối đỏ ở Tanzania

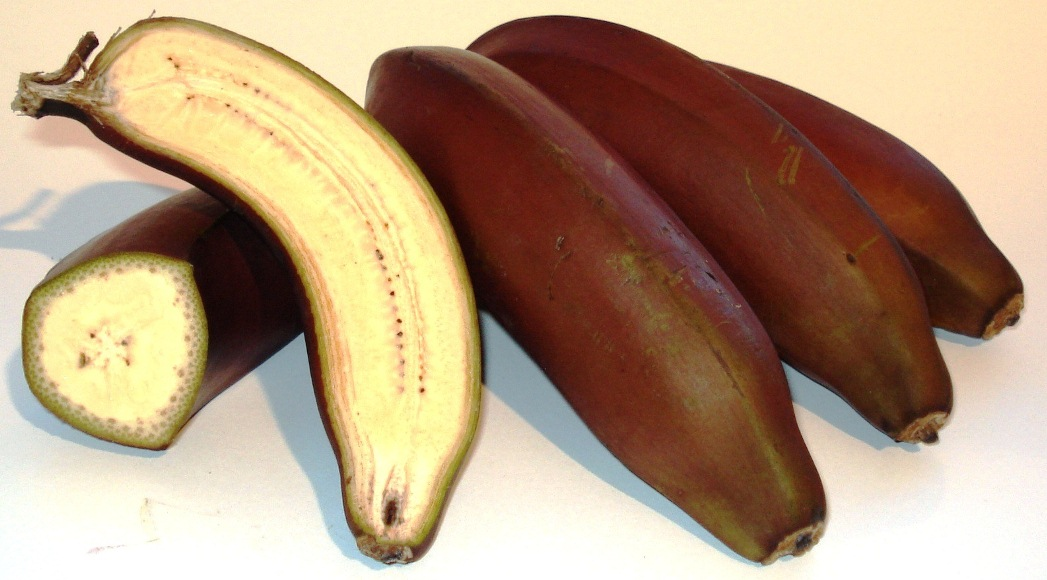
Quả chuối cắt đôi

Chuối đỏ (tiếng Anh: red banana) là một nhóm các giống chuối có vỏ màu đỏ hay đỏ sẫm. Một vài giống có kích cỡ nhỏ và mập hơn chuối nhà (chuối tiêu), trong khi nhiều giống khác lớn hơn. Khi chín, thịt quả chuyển màu kem hoặc hồng nhạt, ăn mềm và ngọt hơn chuối nhà. Một vài giống chuối đỏ còn có vị hơi giống quả mâm xôi. Các vùng sản xuất nhiều chuối đỏ là Đông Phi, châu Á, Nam Mỹ, UAE.

## Danh pháp
Chuối đỏ là thể tam bội của loài chuối dại Musa acuminata, nhóm chuối Cavendish (AAA).
Danh pháp khoa học chính thức của chuối đỏ là Musa acuminata (AAA Group).
Ngoài ra nó còn có các danh pháp đồng nghĩa sau:
- Musa acuminata Colla (AAA Group) cv. 'Red'
- Musa sapientum L. f. rubra Bail.
- Musa sapientum L.var. rubra (Firm.) Baker
- Musa rubra Wall. ex Kurz.

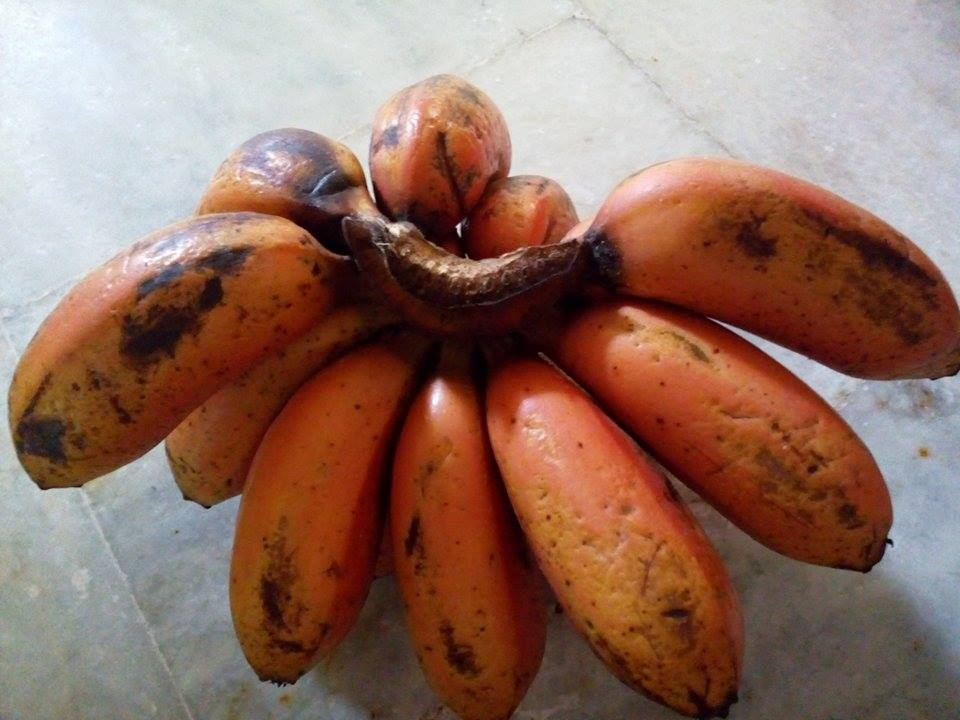
Red banana From Tamil Nadu

- Red banana From Tamil NaduMusa × paradisiaca L.ssp. sapientum (L.) Kuntze var. rubra
- Musa acuminata Colla (AAA Group) cv. 'Cuban Red'
- Musa acuminata Colla (Cavendish Group) cv. 'Cuban Red'
- Musa acuminata Colla (AAA Group) cv. 'Red Jamaican'
- Musa acuminata Colla (AAA Group) cv. 'Jamaican Red'
- Musa acuminata Colla (AAA Group) cv. 'Spanish Red'.

## Sử dụng
Giống như chuối thường, chuối đỏ chín có thể ăn ngay, hoặc làm salad, nướng bánh, sấy khô. Chuối đỏ chứa nhiều beta-Carotene và vitamin C hơn chuối vàng. Lịch sử ghi nhận, những quả chuối đầu tiên mang đến thị trường Toronto, Canada (những năm 1870 - 80) là chuối đỏ.

## Hình ảnh

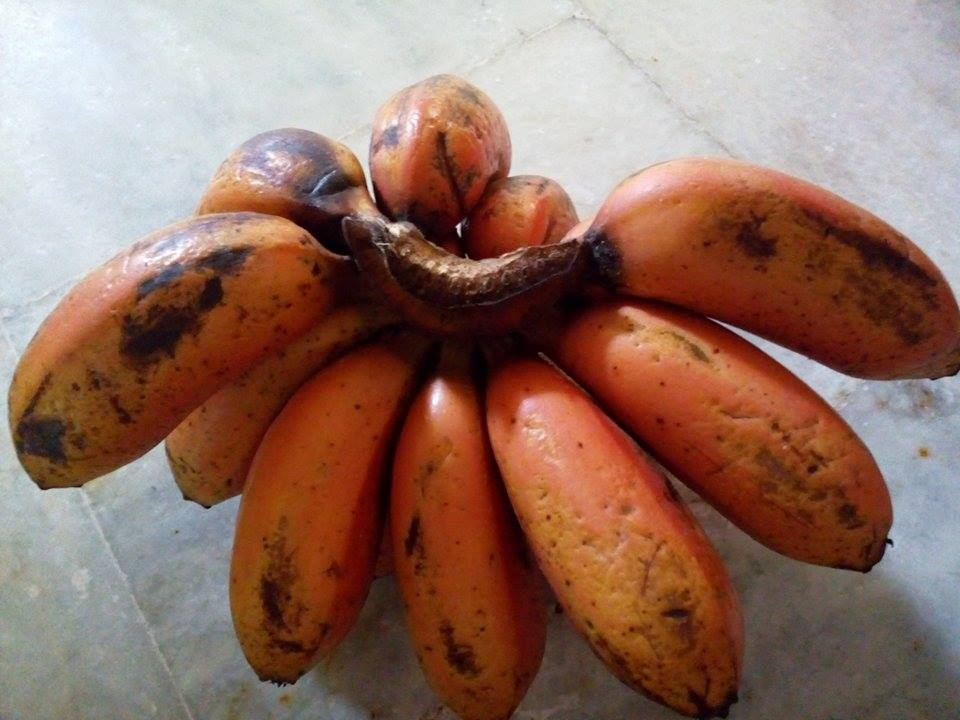
Chuối đỏ Tamil Nadu
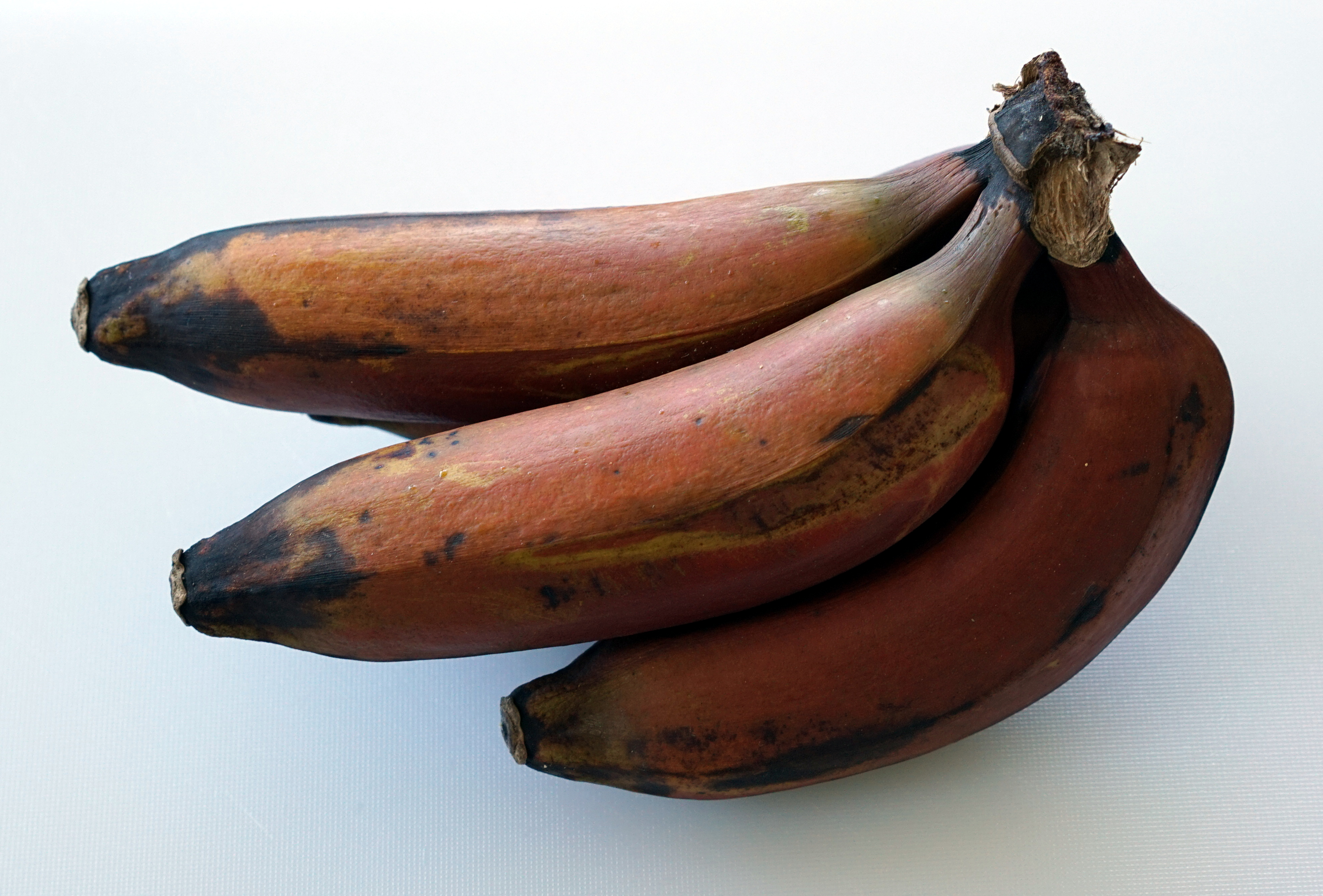